# 宏道书院
宏道书院位于中国陕西省咸阳市三原县城关街道北城书院巷。已列为全国重点文物保护单位。

## 历史
宏道书院始建于明弘治年间，是邑人王承裕讲学之处。清道光时督学周之桢、沈兆霖先后筹资扩建。1900年改名宏道高等学堂。民国初年，陕西省在此建立第一甲种工业学校。1938年改名省立第三职业学校——初级工业学校。1944年增设高职部分。1949年后改为三原水利学校，后水校迁往武功县，改为三原党校。1977年设三原教师进修学校和三原县城北中学。近代宏道书院著名的校友有李元鼎、张季鸾、于右任、茹欲立、李仪祉、吴宓、范紫东等。1938年重修的教学楼现保存较完整，另外校内还有较多明清石碑。

## 保护
1991年被列为三原县文物保护单位，2003年被列为陕西省文物保护单位，2013年公布为第七批全国重点文物保护单位，编号7-1919-5-312。